# WISC-V
El instrumento de valoración WISC-V (Wechsler Intelligence Scale for Children-Fifth Edition) es la última actualización de la Escala Wechsler de Inteligencia para Niños desarrollada por David Wechsler, esta es un instrumento de valoración de la inteligencia y las aptitudes en niños que permite conocer el nivel de funcionamiento intelectual en diferentes áreas cognitivas. Esta nueva versión trata de aportar mejoras frente a los fallos de los modelos anteriores e incorporar avances en los métodos de la evaluación para obtener así un resultado más preciso y fiable. Esta escala está dirigida a niños entre los 6 años y los 16 años y 11 meses de edad.

## Versiones anteriores.
La primera escala de inteligencia Wechsler (WISC) fue publicada en 1949, más tarde surge en los Estados Unidos una nueva versión revisada de la escala original (WISC-R) en 1974 la cual fue adaptada en España en 1993. Fue en 1991 cuando se publica la tercera adaptación (WISC-III), la cuarta edición (WISC-IV) data del 2005 y su adaptación española de 2011. Por último, se publica en 2014 una versión actualizada conocida como WISC-V, la cual su versión española (adaptada por Ana Hernández, Cristina Aguilar, Erica Paradell y Frédérique Vallar) data de 2015 incorporando en esta últimas grandes modificaciones y novedades.

## Análisis de la escala.
Esta escala está formada por 15 pruebas de las cuales 12 provienen de la versión anterior y tres han sido desarrolladas e introducidas en la prueba actual. Estas 15 pruebas pueden agruparse en 2 grupos:
-       Principales: Cubos, Semejanzas, Matrices, Dígitos, Claves, Vocabulario, Balanzas, Puzles visuales, Span de dibujos y Búsqueda de símbolos.
-       Secundarias: Información, Letras y números, Cancelación, Comprensión y Aritmética.

## Ámbito de aplicación del instrumento.
Será de aplicable en ámbitos de psicología clínica, neuropsicología, psicología de la educación, servicios sociales y psicología forense.